# Sebastian Andrae
Sebastian Andrae (* 14. Oktober 1968 in Hamburg) ist ein deutscher Drehbuchautor und Vorstand im Verband Deutscher Drehbuchautoren.

## Biografie
Nach ersten Film- und Theaterarbeiten während der Schulzeit studierte Andrae Mittlere und Neuere Geschichte, Germanistik und Jura an der Georg-August-Universität Göttingen, wo er auch als Film- und Theaterkritiker für das Göttinger Tageblatt schrieb. Zu dieser Zeit gewann er mit einer eigenen Sketchreihe einen Wettbewerb der Fernsehzeitung Hörzu und Sat.1 und wurde 1991 für den kurzlebigen Marlboro-Drehbuchpreis nominiert.
Ab 1992 erhielt er während seines Regie-Studiums an der Hochschule für Fernsehen und Film München erste Aufträge von diversen Produktionsfirmen und Fernsehsendern als Autor von Fernsehserien und TV-Movies.
Seit 1995 schrieb Andrae als freier Autor in den unterschiedlichsten Genres über 100 Serienfolgen und Filme, darunter Sketch-Comedy (RTL Samstag Nacht, Sketchup), Komödien (Trau niemals Deinem Schwiegersohn für Sat.1 mit Walter Sittler, Die Blaumänner mit Peter Heinrich Brix und Jörg Schüttauf), Adventure (Das Geheimnis von St. Ambrose für das ZDF mit Ulrich Mühe), und Krimis (SOKO 5113, SOKO Leipzig). Als Hauptautor verantwortete Andrae die erfolgreiche Sat.1-Krimiserie Mit Herz und Handschellen mit Henning Baum und Elena Uhlig. 2009 erfand Andrae im Auftrag der Produktionsfirma Polyphon Film- und Fernsehgesellschaft und des SWR die Kinder- und Familienserie Tiere bis unters Dach, die ab 2010 in der ARD ausgestrahlt wurde. Andrae schrieb 67 der 78 Folgen in sechs Staffeln. 2011 erhielt die Episode 16 (Der Wolf kommt) beim Chicago International Children’s Film Festival den Ersten Preis der Fachjury. Andrae ist Hauptautor des von ihm erfundenen und mit der Polyphon entwickelten Formats Magda macht das schon! (ab 2017) auf RTL, die 2018 für den internationalen Fernsehpreis Rose d’Or sowie zweifach für den Deutschen Comedypreis nominiert wurde (2017 und 2018) und den Deutschen Fernsehpreis 2018 als „Beste Comedyserie“ erhielt.
Seit 2008 moderiert Sebastian Andrae die Verleihung der Drehbuch-Lola auf der Berlinale (Deutscher Drehbuchpreis). Im Jahr 2016 übernahm er zum ersten Mal die künstlerische Leitung der Drehbuchklausur des Filmfestivals Kitzbühel.

## Filmpolitik
Seit 2007 engagiert sich Andrae ehrenamtlich als Vorstand im Verband Deutscher Drehbuchautoren (VDD) und wurde 2009, 2011 und 2013 in diesem Amt bestätigt. Seit 2015 ist er geschäftsführender Vorstand. Er war Mitglied der Vergabekommission und der Drehbuchkommission und ist aktuell Mitglied des Verwaltungsrates der Filmförderungsanstalt und wurde 2014 als erster Vertreter der Kreativen ins Präsidium der FFA berufen. 2013/2014 war Andrae Jury-Mitglied für die Auswahl zum „Besonderen Kinderfilm“.

## Filmografie (Auswahl)
- 2000–2012: SOKO München
- 2001–2005: SOKO Leipzig
- 2001: Das Glück ist eine Insel
- 2004: Liebe ist die beste Medizin
- 2005–2006: Mit Herz und Handschellen
- 2006: Trau niemals Deinem Schwiegersohn
- 2006: Das Geheimnis von St. Ambrose
- 2008: Alles was recht ist
- 2009–2013: Die Blaumänner
- 2010–2016: Tiere bis unters Dach
- 2015: Unsere Geschichte: Hamburg 1945 – wie die Stadt gerettet wurde (Dialogbuch)
- 2017–2021: Magda macht das schon! (Fernsehserie, 41 Folgen)
- 2018: Ausgerechnet Sylt
- seit 2022: Der Irland-Krimi (Fernsehreihe)
  - 2022:  Familienbande
  - 2023:  Blackout
  - 2023:  Mond über Galway